# Tokudaia osimensis
Tokudaia osimensis és una espècie de mamífer rosegador de la família dels múrids. És endèmic de l'illa d'Amami Ōshima (Japó), on viu a altituds de fins a 500 msnm. El seu hàbitat natural són els boscos de frondoses. Està amenaçat per la destrucció d'hàbitat i la introducció d'espècies invasores al seu medi. El seu nom específic, osimensis, significa 'd'Ōshima' en llatí.